# Reken
Reken ist eine Gemeinde im westlichen Münsterland im Nordwesten von Nordrhein-Westfalen und gehört zum Kreis Borken im Regierungsbezirk Münster. Reken ist ein staatlich anerkannter Erholungsort. Dazu tragen neben der geografischen Lage (etwas südlich beginnt das Ruhrgebiet) auch zahlreiche Freizeitmöglichkeiten bei.

## Geografie

### Geografische Lage
Reken liegt im Westmünsterland im Naturpark Hohe Mark zwischen den Höhenzügen Rekener Berge im Norden, Die Berge im Nordwesten und Hohe Mark im Osten, wobei insbesondere letzterer waldreich ist. Am südwestlichen Rand des Ortsteils Groß Reken entspringt der Midlicher Mühlenbach, der auf Rekener Gebiet noch Kusebach heißt, und dann südwärts – vorbei am Ortsteil Bahnhof Reken und durch Klein Reken – durch das Gemeindegebiet fließt.

### Nachbargemeinden
| Velen   | Gescher | Coesfeld       |
| Heiden  |         | Dülmen         |
| Dorsten |         | Haltern am See |

### Gemeindegliederung

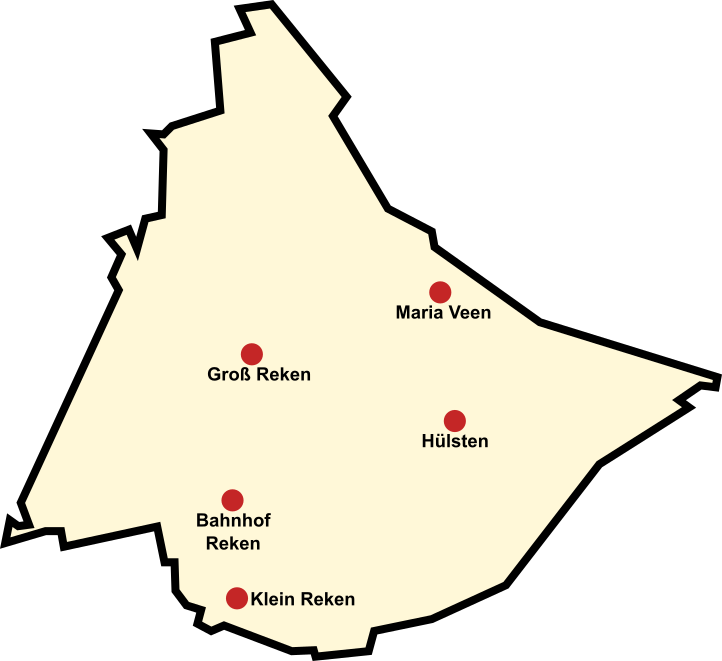
Ortsteile von Reken

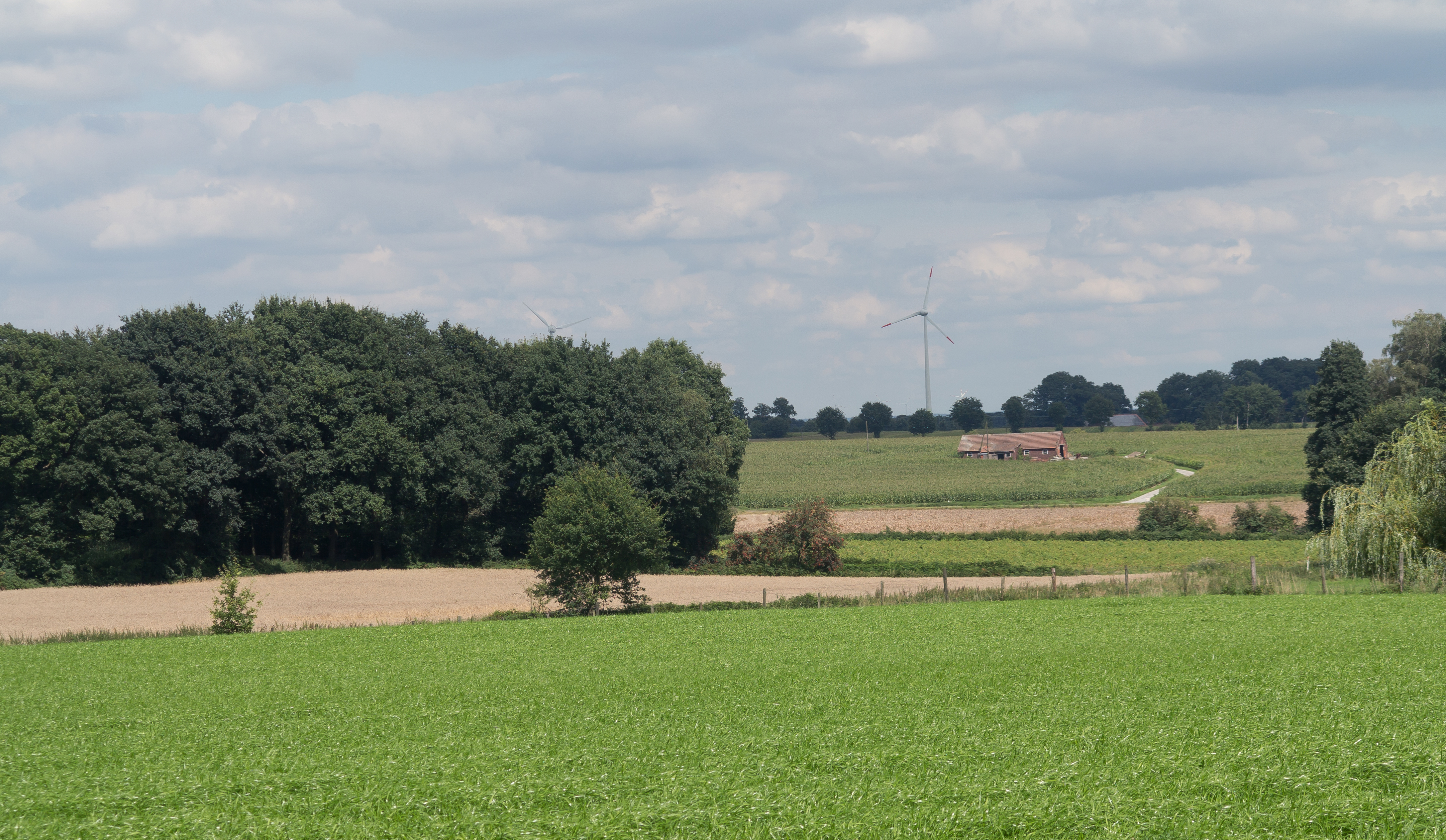
Panorama bei Bahnhof Reken

Groß Reken ist die größte Ortschaft in der Gemeinde Reken und liegt im nordwestlichen Teil des Gemeindegebietes. Südlich schließt sich Bahnhof Reken an, der als Ansiedlung um den Bahnhof entstanden ist. Weiter südlich liegt das Dorf Klein Reken. Im Osten der Gemeinde liegen der Ort Maria Veen und die Siedlung Hülsten.
| Ortsteile     | Einwohner (02/19) |
| ------------- | ----------------- |
| Groß Reken    | 6310              |
| Maria Veen    | 2787              |
| Klein Reken   | 2613              |
| Bahnhof Reken | 2325              |
| Hülsten       | 739               |

## Geschichte
Reken wurde erstmals im Jahre 889 urkundlich erwähnt. Im 9. und 10. Jahrhundert hieß das heutige Reken Regnum, erwähnt im Werdener Heberegister. Der 1173 erstmals genannte Haupthof Rekene kam im 11. oder Anfang des 12. Jahrhunderts in den Besitz des münsterschen Domkapitels.
1467 war Reken einer der drei Vogteibezirke, welche in dem Gebiet gegründet wurden.
Im 20. Jahrhundert wuchs vor allem Groß Reken durch Neubaugebiete, die sich bis in einstige Bauerschaften – wie etwa die Bauerschaft Pläckerhok nördlich der Dorfmitte – erstreckten.

### Eingemeindungen
Die Gemeinde Reken wurde am 1. Juli 1969 durch den Zusammenschluss der bisherigen Gemeinden Groß Reken, Hülsten und Klein Reken neu gebildet.

### Einwohnerentwicklung
| Jahr              | Einwohner (bis 1969 nur Gemeinde Groß Reken) |
| um 1500           | 160                                          |
| um 1850           | 2.700                                        |
| um 1940           | 4.400                                        |
| 6. Juni 1961      | 8.085                                        |
| um 2004           | etwa 14.539                                  |
| 5. Januar 2007    | 14.529                                       |
| 31. Dezember 2013 | 14.411                                       |
| 30. November 2020 | 15.008                                       |

## Politik

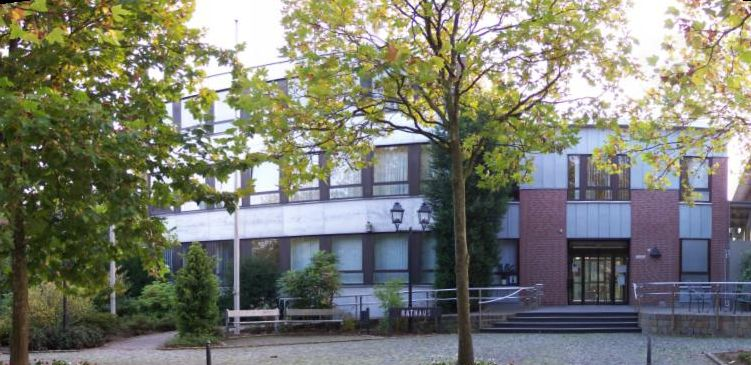
Rathaus

### Gemeinderat
Nach den Kommunalwahlen seit 2014 setzte sich der Gemeinderat so zusammen:
| Partei/Gruppierung | Sitze 2014 | Sitze 2020 |
| ------------------ | ---------- | ---------- |
| CDU                | 17         | 18         |
| SPD                | 4          | 2          |
| Grüne              | 31         | 4          |
| FDP                | 1          | 1          |
| UWG                | 3          | 2          |
| AfD                | –          | 1          |

1Nachdem sich der für die FDP gewählte Ratsherr den Grünen anschloss, hatten die Grünen 4 Sitze und die FDP keinen Sitz mehr (Stand 13. Februar 2017).

### Bürgermeister
Zum Bürgermeister gewählt wurde 2015 Manuel Deitert (CDU) mit 66,20 % der Stimmen. Er wurde 2020 mit 81,13 % der Stimmen im Amt bestätigt. Sein Vorgänger war Heiner Seier (CDU).

### Wappen und Banner
Der Gemeinde ist mit Urkunde des Regierungspräsidenten in Münster vom 16. Januar 1970 das Recht zur Führung eines Wappens, eines Siegels und eines Banners verliehen worden.

Wappen
Banner

#### Wappen
Blasonierung: „In gelb (gold) über einem doppelten, mit je 3 Fenstern und Spitzdach versehenen schwarzen Kirchenchor ein sechsblättriger grüner Stechpalmenzweig mit 11 (3:8) roten Beeren.“
Das von Waldemar Mallek ursprünglich entworfene und später weiter verwendete Wappen für die ehemalige Gemeinde Groß Reken zeigt die beiden Kirchenschiffe der Groß Rekener Wehrkirche unter einem Stechpalmenzweig, einem für die Gegend typischen Strauch.

#### Banner
Beschreibung des Banners: „Von Gelb zu Schwarz zu Gelb im Verhältnis 1 : 3 : 1 längsgestreift, in der Mitte der oberen Hälfte der schwarzen Bahn der Wappenschild der Gemeinde.“ Die Hauptsatzung gibt keine Beschreibung des Banners.

### Städtepartnerschaften
Reken führt eine Städtepartnerschaft mit Lenzen an der Elbe in Brandenburg sowie mit der polnischen Stadt Rydułtowy (dt. Rydultau) im Powiat Wodzisławski, Woiwodschaft Schlesien.

## Kultur und Sehenswürdigkeiten

### Bauwerke

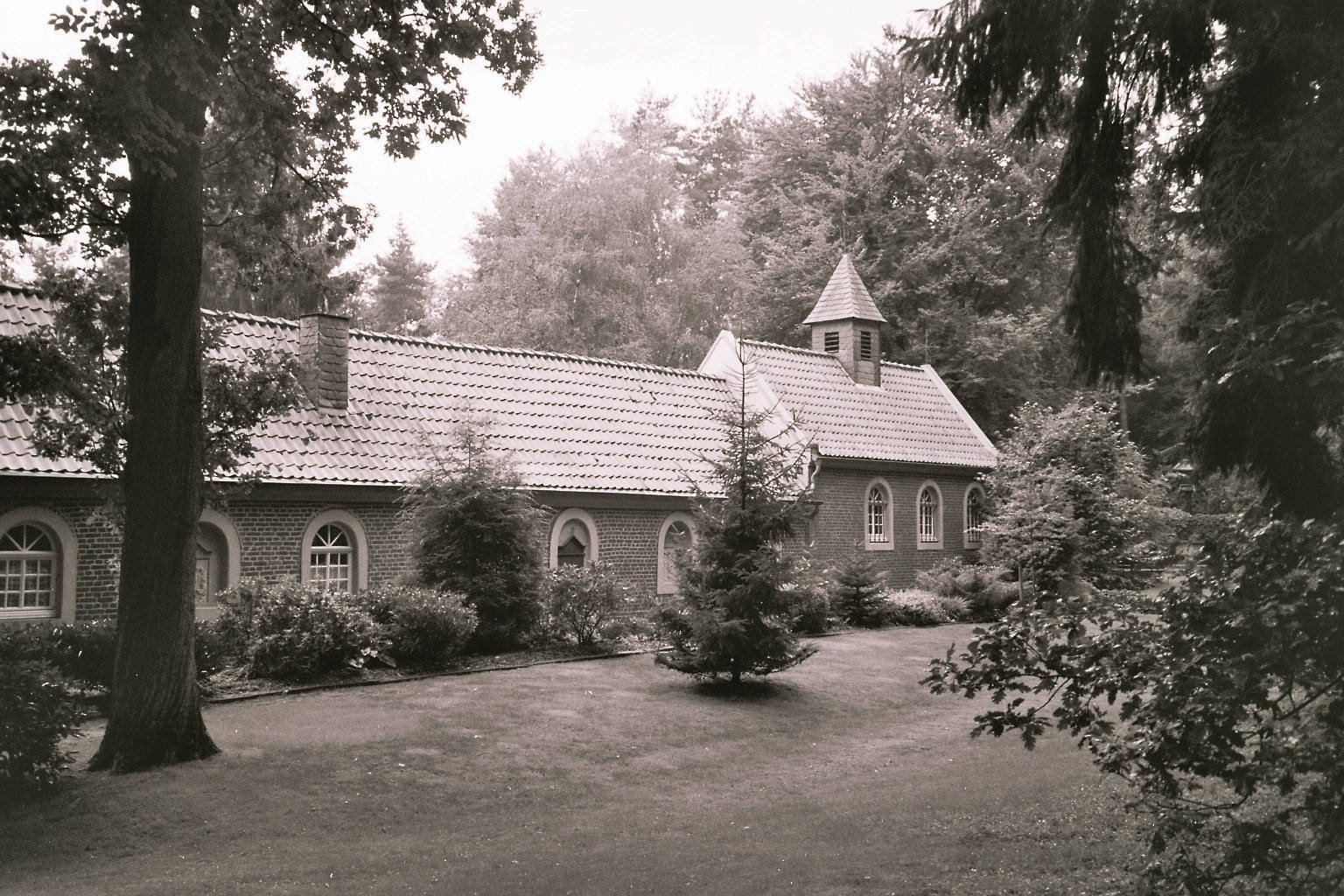
Die Eremitage bei Reken

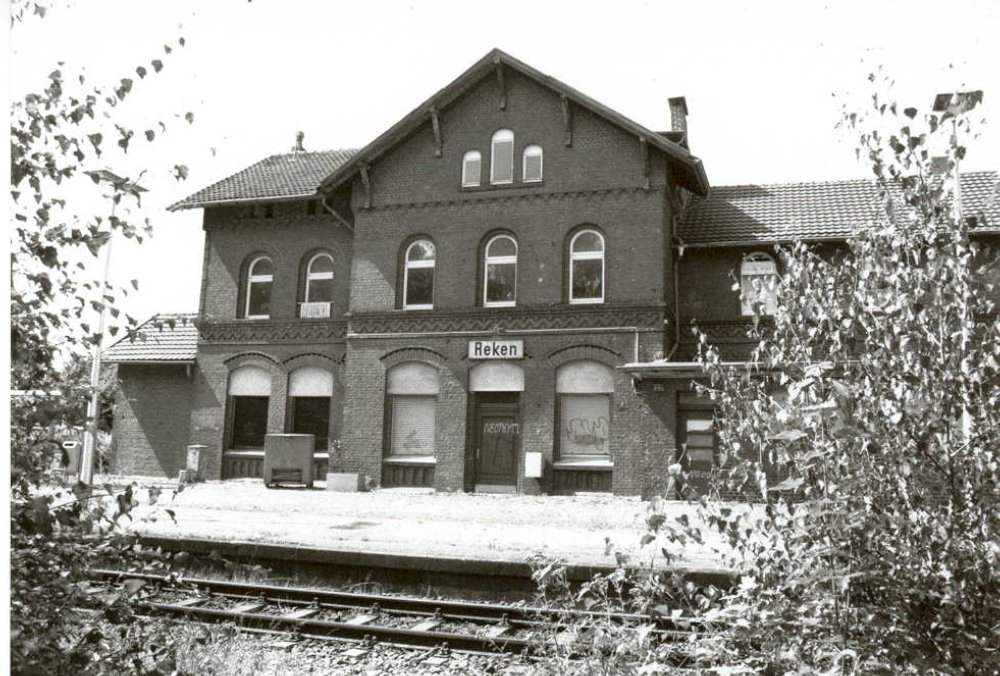
Der Bahnhof von Reken

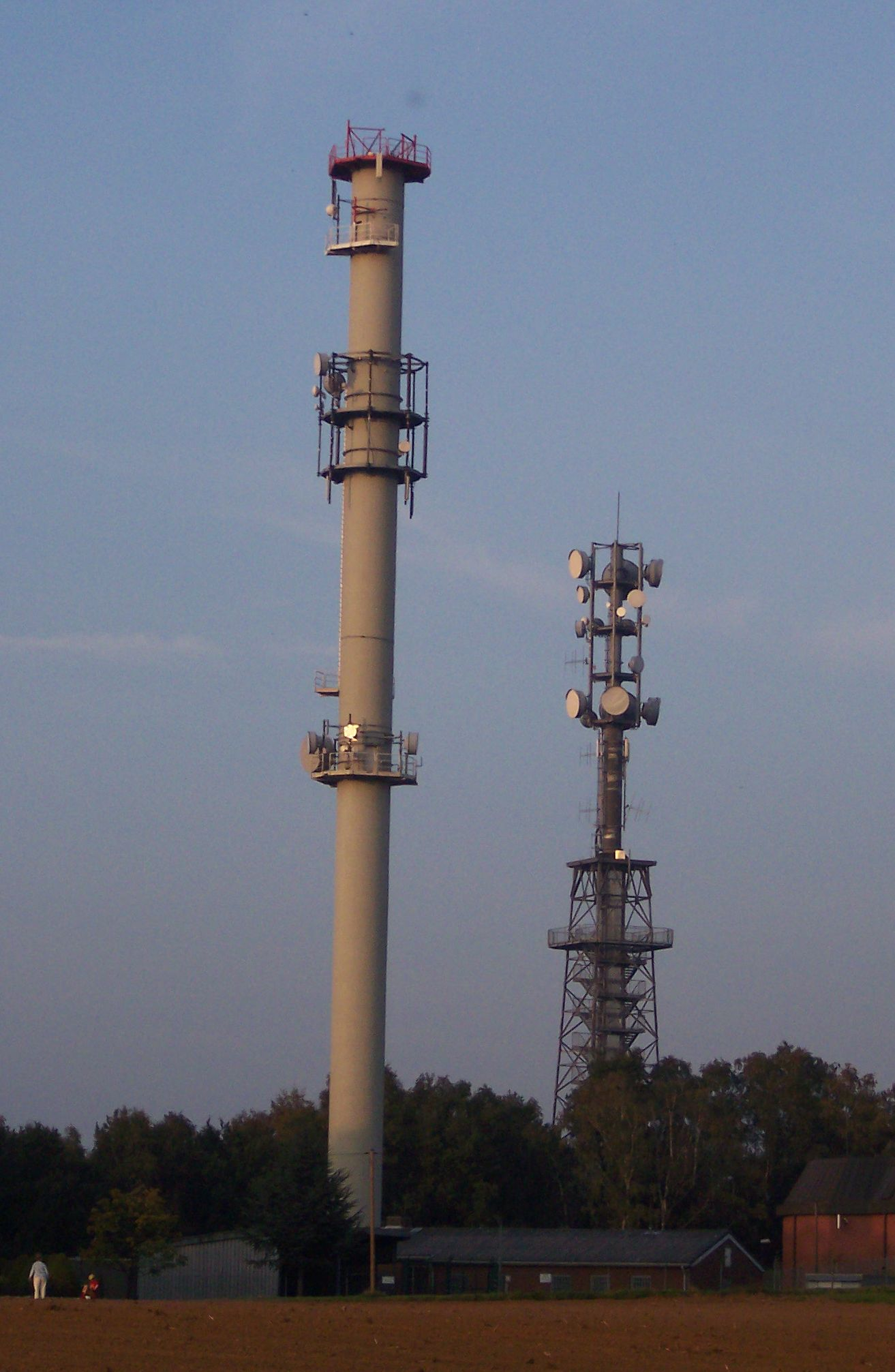
Sendeanlagen des Melchenberges

Windmühle Wahrzeichen von Reken

Zwei Kilometer weiter nördlich von Groß-Reken befindet sich innerhalb eines Waldgebiets des Naturparks Hohe Mark die Eremitage, ein örtlicher Wallfahrtsort. Die Eremitage besteht aus einer katholischen Kapelle mit einem angebauten Wohnhaus. Die erste Kapelle wurde urkundlich 1742 im Zusammenhang mit einer heilkräftigen Quelle in der Umgebung erwähnt. Sie wurde der schmerzhaften Mutter Gottes geweiht und bot Platz für insgesamt fünf Personen. Im Laufe der Zeit wurde sie immer wieder erweitert und umgebaut. Bis 1879 lebte im Wohnhaus ein Eremit, ab diesem Zeitpunkt bewohnt eine Familie das Anwesen. 1986 wurde die Kapelle gründlich renoviert, seither wird die Kapelle von einer wachsenden Anzahl von Pilgern besucht.
Das im Ortsteil Bahnhof Reken liegende und zuvor nicht mehr genutzte Bahnhofsgebäude (am Bahnhof war lediglich ein Fahrkartenautomat aufgestellt) wurde in den Jahren 2005/2006 von Grund auf renoviert. Daneben wurden auch die Außenanlagen komplett neu gestaltet. Das Ziel ist es, eine Art Parklandschaft auf dem Gelände zu gestalten, welche Grillplätze und Ruhebereiche aufweist, jedoch nicht durch das Anlegen befestigter Wege, sondern nur durch Rückschnitt der wilden Vegetation. In der Nähe des Bahnhofs gibt es einen Treffpunkt für Nordic Walking. Von hier aus führen vier ausgeschilderte Strecken unterschiedlicher Länge durch die nähere Umgebung.
Statt weniger Parkplätze existieren nun zahlreiche Parkplätze sowie ein weiträumiger, überdachter Unterstand für Fahrräder. Für dieses Projekt wurden auf dem Gelände befindliche Lagerhallen abgerissen und an anderer Stelle außerhalb des Bahnhofsgeländes neu errichtet.
Auf dem direkt nördlich von Groß Reken gelegenen Melchenberg (133,8 m ü. NN) befinden sich zwei Sendeanlagen: der 60 m hohe Funkturm Groß Reken Melchenberg (Stahlfachwerkturm für Mobilfunk) mit Aussichtsplattform und ein 70 m hoher Stahlbetonturm.

### Parks
Am Ortsrand von Bahnhof Reken findet man den Wildpark Frankenhof.

### Sport und Bildung
Es gibt eine 18-Loch-Golfanlage, Sportplätze, Rad- und Wanderwege und einen Nordic-Walking Park. Es gibt drei Grundschulen, ein Gymnasium, eine Sekundarschule und die Brückenschule Maria Veen, LWL-Förderschule, mit Förderschwerpunkt körperliche und motorische Entwicklung.
Die Elisabeth-von-Thüringen-Realschule und die Overberg-Hauptschule nehmen seit dem Schuljahr 2013/14 keine neuen Schüler mehr auf und werden durch die Sekundarschule Hohe Mark, die in Teilen des Gebäudes der Elisabeth-von-Thüringen-Realschule gegründet wurde, ersetzt.

### Regelmäßige Veranstaltungen
Regelmäßige Veranstaltungen, die jährlich stattfinden, sind vor allem die Schützenfeste. An vielen Wochenenden finden im Rekenforum Veranstaltungen statt, unter anderem Theaterstücke, Comedy- und Musikauftritte. Außerdem findet jährlich im Frühjahr der Rekener Volkslauf statt. 

## Wirtschaft und Infrastruktur

### Verkehr
Reken hat an der Bahnstrecke Duisburg–Quakenbrück drei Bahnhöfe/Haltepunkte: Reken (in Bahnhof Reken), Klein Reken und Maria Veen. Die Verbindung wurde von der Rheinischen Eisenbahn-Gesellschaft als Fernverbindung von Duisburg nach Wilhelmshaven um 1877 erbaut. Die Strecke wird heute auf dem Verlauf Essen–Coesfeld (Westf) vom Regionalexpress 14 unter dem Liniennamen Emscher-Münsterland-Express  bedient. Im Rahmen des S-Bahn Münsterland-Konzept ist vorgesehen, dass der RE 14 von Coesfeld weiter nach Münster durchgebunden wird.
| Linie | Verlauf | Takt                                   | Betreiber     |
| ----- | --- | -------------------------------------- | ------------- |
| RE 14 | Emscher-Münsterland-Express: Zugteil 1: Borken (Westf) – Marbeck-Heiden – Rhade – Deuten – Hervest-Dorsten – Dorsten Zugteil 2: Coesfeld (Westf) – Reken-Maria Veen – Reken – Reken-Klein Reken – Lembeck – Wulfen (Westf) – Hervest-Dorsten – Dorsten Flügelung bzw. Wiedervereinigung: Dorsten – Feldhausen – Gladbeck-Zweckel – Gladbeck West – Bottrop Hbf – Essen-Borbeck – Essen West (nur Züge bis/ab Dorsten) – Essen Hbf Stand: Fahrplanwechsel Dezember 2023 | 60 min 30 min (Dorsten–Essen werktags) | RheinRuhrBahn |

Die Schnellbus-Linie S75 (Sprinterbus) verbindet Maria Veen mit Münster und Bocholt. Die Fahrzeuge stammen von SWK Mobil, die Haltestelle befindet sich aber nicht an der Bahnstation Maria Veen, sondern außerhalb des Ortes an der B 67. Für die Ortsteile sind die Regionalbuslinien R73 und R74 relevant.
| Linie | Verlauf | Betreiber | Takt                             |
| ----- | --- | --------- | -------------------------------- |
| S75   | Schnellbus: Bocholt, Bustreff – Bocholt, Bahnhof – Rhede, Gudulakirche – Rhedebrügge, Ortsmitte – Borken, Bahnhof – Maria Veen, B67n – Merfeld, Kirche – Münster, Kolde-Ring – Münster, Ludgeriplatz – Münster, Hauptbahnhof | SWK Mobil | stündlich; Sa./So. zweistündlich |
| R73   | Regionalbus: Groß Reken, Alte Kirche – Bahnhof Reken, Bahnhof – Klein Reken, Ort – Lembeck, Busbahnhof | RVM       | stündlich; So. zweistündlich     |
| R74   | Regionalbus: Borken, Friedhof – Borken, Bahnhof – Heiden, Alter Kirchplatz – Groß Reken, Alte Kirche – Maria Veen, Bahnhof – Hülsten, Schule (– Groß Reken, Alte Kirche)                                                     | RVM       | stündlich; So. zweistündlich     |
| 711   | Coesfeld, Bahnhof – Flamschen – Stevede – Groß Reken, Alte Kirche – Groß Reken, Lammersmann | RVM       | an Schultagen                    |
| 713   | Borken, Bahnhof – Heiden, Alter Kirchplatz – Leblich, Ehemalige Schule – Bahnhof Reken, Bahnhof – Klein Reken, Ort | RVM       | an Schultagen                    |
| 716   | Groß Reken, Alte Kirche – Maria Veen, Bahnhof – Hülsten, Schule – Bahnhof Reken, Sekundarschule – Klein Reken, Ort – Lembeck, Busbahnhof – Rhade, Bahnhof – Rhade, Ort                                                       | RVM       | an Schultagen                    |
| T18   | Taxibus: S75 Maria Veen, B67n – Maria Veen, Bahnhof – Hülsten, Schule – Groß Reken, Alte Kirche – Bahnhof Reken, Bahnhof – Klein Reken, Ort                                                                                  | RVM       | an S75 angepasst                 |

Reken ist über die südlich gelegene Stadt Dorsten mit dem Ruhrgebiet verbunden. Wichtige Verkehrsanbindungen sind die A 31 (im Volksmund (Ost-)Friesenspieß genannt), sowie die A 43, die durch den Naturpark Hohe Mark-Westmünsterland in die B 58 oder die B 67 übergeht.
Die Gemeinde wurde im Fahrradklimatest vom ADFC im Jahr 2018 als fahrradfreundlichste Stadt bzw. Gemeinde Deutschlands in der Kategorie bis 20.000 Einwohner ausgezeichnet.

### Ansässige Unternehmen
In Reken fertigt der Hersteller Iglo einen Teil ihrer Produktion in einer Randlage des Ortsteils Bahnhof Reken. Nachdem zwischenzeitlich im Eigentum des Finanzinvestors Permira nahezu 1000 Arbeitsplätze abgebaut wurden, ist das Unternehmen 2015 an die amerikanische Investorengruppe Nomad Foods Limited verkauft worden. Seitdem wurden zusätzliche Produktionsstraßen errichtet und die Mitarbeiterzahl um ca. 250 auf nunmehr wieder 700 aufgestockt.
In Maria Veen befindet sich der Benediktushof, eine caritativ-gemeinnützige Einrichtung der Josefs-Gesellschaft. Sie zählt mit über 600 Plätzen zu den größten dieser Art in Deutschland. Hier können sich körper- und mehrfachbehinderte Menschen schulisch, beruflich und sozial rehabilitieren. In unmittelbarer Nachbarschaft befindet sich die Arbeiterkolonie Haus Maria-Veen, eine Einrichtung für wohnungslose Menschen.
Die sonstige Wirtschaft Rekens ist von der Landwirtschaft und von kleinen Handwerksbetrieben geprägt, es siedeln sich jedoch auch in den teilweise neu gegründeten oder erweiterten Industriegebieten große Unternehmen an.

## Persönlichkeiten

### In Reken geboren
- Erika Reichert-Maja (* 1939), ehem. Grundschulrektorin und Autorin
- Eva Maaser (* 1948), Autorin
- Werner Lütkebohmert (* 1948), Mathematiker
- Bernhard Schemmer (* 1950), Politiker
- Mary Prema Pierick (* 1953), Generaloberin der Missionarinnen der Nächstenliebe, zweite Nachfolgerin von Mutter Teresa
- Ben Wettervogel (1961–2015), Meteorologe
- Thomas Rentmeister (* 1964), Bildhauer
- Carsten Lepper (* 1975), Schauspieler und Musical-Darsteller

### Mit Reken verbunden
- Ursula Bruns (1922–2016), Autorin und Pferdesachverständige, leitete in Reken eine Reitschule